# Campylopus pseudobicolor
Campylopus pseudobicolor är en bladmossart som beskrevs av C. Müller, Ferdinand François Gabriel Renauld och Jules Cardot 1896. Campylopus pseudobicolor ingår i släktet nervmossor, och familjen Dicranaceae. Inga underarter finns listade i Catalogue of Life.